# Környe, Komárom-Esztergom
Környe  este un sat în districtul Tatabánya, județul Komárom-Esztergom, Ungaria, având o populație de 4.462 de locuitori (2011). 

## Demografie
Componența etnică a satului Környe
     Maghiari (92,61%)
     Germani (6,2%)
     Necunoscut (0,5%)
     Alții (0,69%)
Componența confesională a satului Környe
     Romano-catolici (34,58%)
     Fără religie (19,92%)
     Reformați (7,75%)
     Atei (1,41%)
     Greco-catolici (1,08%)
     Necunoscută (34,31%)
     Luterani (0,94%)
     Alte religii (0,9%)
Conform recensământului din 2011, satul Környe avea 4.462 de locuitori. Din punct de vedere etnic, majoritatea locuitorilor (92,61%) erau maghiari, cu o minoritate de germani (6,2%). Apartenența etnică nu este cunoscută în cazul a 0,5% din locuitori. Nu există o religie majoritară, locuitorii fiind romano-catolici (34,58%), persoane fără religie (19,92%), reformați (7,75%), atei (1,41%) și greco-catolici (1,08%). Pentru 34,31% din locuitori nu este cunoscută apartenența confesională.